# 思伦法
思伦法（—1399年），傣语称思混法（Hso Hom Hpa），也译思洪法。中国史籍《百夷传》作思仑发，《明史》和《明实录》作思伦发，《滇考》作思伦；傣文史籍《麓川思氏谱牒》作思户煖，《孟定土司源流》作思洪暖；缅甸史籍《琉璃宫史》作多温发。麓川思氏王朝第六代君主，明朝麓川平缅军民宣慰司宣慰使。

## 身世
明朝史籍《百夷传》记载，思伦法是思可法之孙、满散之子。瑞丽傣文史籍《嘿勐咕勐》记载，思伦法是思可法的外甥、麓川大将混三弄之子。孟定地区的傣文史籍《孟定土司源流》和《麓川思氏谱牒》记载，思可法长孙思秀法有子名为思的法（思也法），思伦法是思的法长子。木邦的傣文史籍《兴威编年史》记载，思可法有一妃名为南康翰少（Nang Kang Hkam Hsao），在与思可法发生争执之后前往中国，并在中国诞下一子，名为混普翰（Hkun Pu Hkam）；混普翰有一子名为混普告（Hkun Pu Kaw），麓川君主思秀法死后，大臣找到混普翰并希望他出任麓川召法，混普翰推荐混普告，混普告继任麓川君位，是为思氏王朝第四代君主，继位后更名思混法。

## 统治

### 受封宣慰使
1382年10月，麓川君主思瓦法率兵攻打金齿卫，屠永昌城（金齿卫城），将城池夷平，掳走金齿卫指挥王真。1382年冬，思瓦法被下属达鲁方杀害，达鲁方拥立思伦法为王。1383年，明将傅友德、沐英派使者郭均美前去招降。由于初得权力需要稳固，加之避免明朝军队直入麓川境内，思伦法选择内附明朝，并放还王真。
1384年8月，思伦法派遣刀令孟入贡南京，并上交了元朝授予麓川的“平缅宣慰司印”。明朝改平缅宣慰司为“平缅军民宣慰司”，任命思伦法为宣慰使。随后，可能在思伦法的要求下，明朝改平缅军民宣慰司为“麓川平缅军民宣慰使司”。

### 明麓战争
景东原是麓川属地，系思可法东征所得，1382年景东陶孟俄陶宣布脱离麓川，归顺明朝。思伦法认为俄陶有碍于其进行割据扩张，于是决定讨伐景东。
1385年12月，思伦法率兵十余万，进攻景东者吉寨，景东土知府俄陶、千夫长他当率领土兵两万前往抵御，被思伦法击败，俄陶率部退至大理府白崖川；明军都督冯诚领兵迎击思伦法，时值大雾，明军失利，千户王升战死。1388年1月，思伦法进攻马龙他郎甸的摩沙勒寨，西平侯沐英令都督宁正迎敌，击败思伦法，斩首麓川军一千五百余级。为报摩沙勒之仇，同年3月，思伦法率兵号称三十万、战象百余头，进攻定边，沐英挑选三万精骑迎战。此役明军大胜，斩首麓川军三万余级，俘虏万余人，思伦法逃走。
1389年11月，思伦法派使者前往昆明，辩称攻击定边是下属刀厮郎、刀厮养所为，表示愿输贡赋。明朝考虑到深入控制云南边疆的时机尚未成熟，所以接受了思伦法投降。

### 攻打八百与缅甸
向明朝投降后，思伦法于1390年、1394年、1395年三次入贡南京。
思伦法不再争夺明朝控制的傣族地区，将开疆扩土的重点转向南部。1391年发兵八百大甸，1395年进攻缅甸，缅方诉诸明朝。1396年，朱元璋遣钱古训、李思聪携诏书出使缅甸和麓川，警告思伦法，并诏令两国罢兵言和。思伦法谢罪，听从诏令，与缅甸停战。

### 刀干孟之乱
麓川有习俗，逢新君即位，各酋长将女儿嫁予新君，而思伦法之妻因为妒忌，每有酋长献女，便诬告其父造反，思伦法对她唯命是从，发兵攻打并诛杀酋长，还将其女缢死，抛尸瑞丽江，引起众怒。1396年2月，木邦酋长刀干孟造反，明朝使者钱古训和李思聪以明廷的威德向刀干孟施压，叛众有所收敛。明朝使者走后，1397年9月，刀干孟公开反叛，进攻麓川都城者蓝，思伦法逃至金齿，栖身高黎贡山，麓川拥立刀干孟之子思佑法为君主。效忠于思伦法的将领虎都沙率腾冲旧汉人保护思伦法，并向省府求援。随后，刀干孟派手下刀名孟进攻腾冲，思伦法携家小逃至昆明，沐春将思伦法遣送南京。11月，思伦法抵达南京，朱元璋表示明朝将派兵镇压叛军，送还思伦法。
1398年4月，西平侯沐春率军携思伦法至金齿，反攻开始。明军首先在南甸击败刀名孟，随后相继攻克景罕寨、崆峒寨。何福率军在者蓝与刀干孟决战，将其生擒，明军俘虏叛军七万人。
叛乱平息后，思伦法回到麓川，1399年逝世。

## 家庭
麓川君主有妻数十、婢百余，不分妻妾。《南夷书》提及的思伦法之妻有二，一为盗杀思瓦法、拥立思伦法的陶孟达鲁方之女，一为孟养陶孟刀木旦之女。《明史》有载的思伦法子嗣有三，思行法和思任法在思伦法逝世后相继承袭麓川君位及麓川平缅宣慰使，还有一子散朋为刀木旦之女所生。1402年，明朝在“析麓川地”中将原属麓川的威远设州，散朋前去抢夺威远州的居民人口，后受招抚，1403年和1407年作为贡使进京纳贡。
据缅甸正史《琉璃宫史》记载，1389年，思伦法以公主信弥奴向阿瓦国王明基苏瓦绍盖联姻，以示亲睦，明基苏瓦绍盖将其许配给明康王子。信弥奴生有四子，三子梯诃都后来接替明康成为阿瓦国王，信弥奴死后被奉为缅甸神灵阿诺弥婆耶。

## 评价
《嘿勐咕勐》、《刀思忠及其先祖史》、《孟连宣抚史》等傣文史籍记载的思伦法是一个置国政于不顾的昏君，终日骄奢淫逸，甚至有命令青年妇女过江时走沉桥、逼她们将筒裙捋起以便观赏大腿的癖好，还将12个傣族地方拱手让给明朝，《兴威编年史》甚至记载思伦法勾引奸淫大臣陶法泡（Tao Hpa Prao）之妻。但在明朝的史籍中，思伦法却是提倡佛教、崇尚先进技术的明君，他重用懂得制造火器的明军逃兵，地位甚至凌驾于各酋长之上。《勐卯弄傣族历史研究》认为，《嘿勐咕勐》等史籍对思伦法有极差评价的原因是他在明麓战争中丧失了对东部景东等地的控制，并且主张亲明，不再争夺明朝控制下的傣族地区，招致部分贵族的不满，被诬为荒淫无道的昏君，《研究》认为这也是刀干孟之乱暴发的真正原因，思伦法逝世之后明朝执行“析麓川地”政策、拆分麓川地域，贵族将丢失国土的过错强加到思伦法身上，最终造成了傣文史籍中极差的评价。

## 引用
1. ↑  明史·卷三百十四·云南土司传二，8114页，麓川平缅条："永乐元年，思伦发子散朋来朝，贡马。"
2. 1 2  明史·卷三百十四·云南土司传二，8113页，麓川平缅条："初，平缅俗不好佛。有僧至自云南，善为因果报应之说，伦发信之。又有金齿戍卒逃入其境，能为火硫、火炮之具，伦发喜其技能，俾系金带，与僧位诸部长上。"
3. ↑  孟连宣抚史，32页
4. 1 2 3  百夷传，56-58页："国朝洪武辛酉，平云南。明年，思瓦发寇金齿。是冬，思瓦发略于者阑、南甸。其属达鲁方等辄立满散之子思仑发，而杀思瓦发于外。"
5. ↑  明史·卷三百十四·云南土司传二，8111页，麓川平缅条："平缅与金齿壤地相接，土蛮思伦发闻之惧，遂降。"
6. ↑  明太祖实录·一四三卷，2247页，洪武十五年闰二月乙巳条："置平缅宣慰使司以土酋思伦发为宣慰使"
7. ↑  滇考，42页："洪武壬戌，其部属答鲁方、刀斯郎杀瓦法，而立其侄思伦。"
8. 1 2  方国瑜（2001），541页
9. 1 2  孟定土司源流，591页
10. 1 2  琉璃宫史，356页
11. ↑  嘿勐咕勐，89-90页
12. 1 2  James George Scott（1967），19页
13. ↑  何文简疏议·卷七，裁革冗员疏，328页："十六年春，附近诸夷忿王真立卫镇守，不恤府事，乃共推已退土官髙公，引麓川思可发夷兵数万来攻，生擒王真，尽夷其城而去。"
14. ↑  滇略·卷七，事略，736页："十五年……十月，金齿土官高大惠并也先虎都构麓川夷入寇，屠永昌。"
15. ↑  缅甸始末，630页："至洪武十六年，天兵南下，满散之子思伦犹负固不服，总兵官傅友德、沐英遣部校郭均美往返招徕，方内附。"
16. ↑  尤中（1994），343-344页
17. ↑  云南机务钞黄，洪武十六年，562页："惟金齿之疵，实也先忽都之为，非平缅之谋；又尔平缅不恃远险，生归指挥王真等，事大之诚可验矣。"
18. ↑  明太祖实录·一六四卷，2534页，洪武十七年八月壬申条："平缅宣慰使思伦发遣刀令孟入献方物并上故元所授宣慰司印"
19. ↑  明太祖实录·一六四卷，2535页，洪武十七年八月丙子条："改平缅宣慰使司为缅军民宣慰使司仍以思伦发为宣慰使"
20. ↑  毕奥南（2005），106页
21. ↑  明太祖实录·一六四卷，2538页，洪武十七年八月甲午条："改平缅军民宣慰使司为麓川平缅宣慰使司麓川与平缅连境元时分置为两路以统领其所部至是以思伦发遣使来贡乃命兼统麓川之地故改之"
22. ↑  明史·卷三百十四·云南土司传二，8111页，麓川平缅条："寻改平缅军民宣慰使司为麓川平缅军民宣慰使司。"
23. ↑  土官底簿·卷上，景东府知府条，八十一页："俄陶本府民洪武十五年投降将军马匹军器并父子前元给授金牌印信纳解拟任景东府土知州十七年实授世袭"
24. ↑  尤中（1990），280页
25. ↑  毕奥南（2005），107页
26. ↑  明太祖实录·一七六卷，2673页，洪武十八年十月癸丑条："平缅宣慰使思伦发反率百夷之众寇景东土官知府俄陶奔白崖川都督冯诚率师击之值天大雾猝遇蛮寇我师失利千户王升死之"
27. ↑  明太祖实录·一八〇卷，2725页，洪武二十年正月丙子条："遣通政使司经历杨大用赍白金五伯两文绮二十疋往赐景东府知府俄陶初百夷思伦发叛率众十馀万攻景东之者吉寨俄陶领千百夫长他当等二万馀人击之为所败思伦发进攻景东俄陶力战不胜率其民千馀家避于大理府之白崖川事闻上嘉其忠特赐白金文绮以旌之"
28. ↑  明太祖实录·一八八卷，2812页，洪武二十一年正月辛巳条："百夷思伦发诱群蛮入寇马龙他郎甸之摩沙勒寨西平侯沐英遣都督甯正击破之斩首一千五百馀级"
29. ↑  明太祖实录·一八九卷，2858-2859页，洪武二十一年三月甲辰条："西平侯沐英讨百夷思伦发平之时思伦发悉举其众号三十万象百馀只复寇定边欲报摩沙勒之役……乃选骁骑三万昼夜兼行凡十五日抵贼营与之对垒"
30. ↑  明太祖实录·一八九卷，2860页，洪武二十一年三月甲辰条："贼众大败斩首三万馀级俘万馀人象死者过半生获三十有七馀贼皆溃我师追袭之贼连日不得食死者相枕藉思伦发遁去"
31. ↑  明太祖实录·一九八卷，2969页，洪武二十二年十一月己卯条："思伦发凡再拒战皆败乃遣其把事招纲等至云南言往者叛逆之谋实非己出由其下刀厮郎刀厮养所为乞贷其罪愿输贡赋"
32. ↑  尤中（1987），59页
33. ↑  明太祖实录·二〇四卷，3057页，洪武二十三年九月丁未条："麓川平缅宣慰使思伦发思南宣慰使田大雅等各遣使奉表贡方物"
34. ↑  明太祖实录·二三一卷，3371页，洪武二十七年正月辛丑条："云南麓川平缅宣慰使司宣慰使思伦发及元江府土官知府那荣因远罗必甸长官司长官白文玉等五十处土官来朝各贡马象方物"
35. ↑  明太祖实录·二三八卷，3470页，洪武二十八年四月戊寅条："麓川平缅宣慰使思伦发遣刀越孟等贡犀象方物诏赐钞二百五十锭文绮帛各十五匹"
36. ↑  毕奥南（2005），110页
37. ↑  明太祖实录·二一〇卷，3129页，洪武二十四年七月辛丑条："上谕兵部试尚书茹瑺曰闻八百与百夷搆兵相讎杀无寧歲朕念八百宣慰远在万里外能修職奉贡深见至诚今与百夷搆兵当有以䖏之可谕意八百练兵固守禦侯王师进讨"
38. ↑  明太祖实录·二四二卷，3524页，洪武二十八年闰九月己未条："缅国王卜剌浪遣使桑乞剌查贡方物因言百夷思伦发屡出兵侵夺其境土之故"
39. ↑  明太祖实录·二四四卷，3540-3541页，洪武二十九年二月庚寅条："遣行人李思聪钱古训使缅国及百夷……诏缅国王曰……朕之旨意恨不一言而止使彼此各罢兵守乐黎民于市野……诏思伦发曰……敢有凭弱犯寡者则天子发兵以眚之贼贤害民者亦发兵以伐之暴内凌外则兴师以坛之野荒民散则用兵以削之负固不服则举兵以侵之贼杀其亲则正其罪以杀之放弑其君则明其罪以诛之犯令凌政则杜而绝之内外乱鸟兽行则殄灭之此九伐之法也"
40. ↑  明太祖实录·二四四卷，3543页，洪武二十九年二月庚寅条："思伦发闻诏恐惧俯伏谢罪愿罢兵"
41. ↑  南夷书，67页："夷俗：新君立，则土酋各献其女备内列。曩怙宠而妬，凡一女进，则诬其女以叛，思伦法辄徵而诛之，并缢杀女，弃尸麓川江中，见者怜其冤，且忧及己，相次以待死。"
42. ↑  明太祖实录·二四四卷，3543页，洪武二十九年二月庚寅条："适其部酋刀干孟叛思聪等以朝廷威德谕其部众叛者稍退"
43. ↑  南夷书，67页："刀干孟遂连结各处以叛，攻宣慰司，拔之。思伦法走金齿，限潞江不得渡，棲于高良工山。"
44. ↑  嘿勐咕勐，92页
45. ↑  南夷书，67页："其属虎都沙，率腾冲府旧汉人为之捍蔽，使人来求援。"
46. ↑  南夷书，68页："刀干孟遣其属刀名孟攻腾冲益急。"
47. ↑  明太祖实录·二五五卷，3679页，洪武三十年九月戊辰条："刀干孟恶之遂与其属叛率兵寇腾冲府思伦发畏其势盛率其家走云南西平侯沐春遣送京师"
48. ↑  明太祖实录·二五五卷，3688-3689页，洪武三十年十一月癸酉条："命西平侯沐春为征虏前将军左军都督何福为左将军徐凯为右将军率云南四川诸卫兵往讨刀干孟谕思伦发曰……朕今送尔至云南与西平侯且驻怒江上先遣尔平日心腹之人入国中谕尔还国之意以观国中之向背立卫腾冲以观其势若威远远乾已附朝廷他郡亦皆听命则刀干孟反逆之威日消腹心之人效顺者多尔归国之期可数日而待矣"
49. ↑  明太祖实录·二五七卷，3713-3714页，洪武三十一年五月丁未条："西平侯沐春进兵击平缅先以兵送思伦发于金齿……福等逾高良公山直捣南甸大破之杀其酋刀名孟斩获甚众回兵击景罕寨寨……遂率众降春乘胜复击崆峒寨贼夜溃走……春后病卒刀干孟竟不降乃命都督何福往讨擒刀干孟以归思伦发"
50. ↑  明史·卷一百四十四·列传第三十二，4072页，何福传："福遂破擒刀干孟，降其众七万。"
51. ↑  明太祖实录·二五七卷，3714页，洪武三十一年五月丁未条："思得还平缅逾年卒"
52. ↑  百夷传，96页："酋长妻数十，婢百余，不分妻妾，亦无妒忌。"
53. ↑  南夷书，67页："陶孟以其女妻之，后被讨伏诛；思伦法德其立己，且悯其死，遂举其女于故妻之上，号曰昭曩。"
54. 1 2  南夷书，70页："初，刀木旦为思伦法陶孟，以女妻之，生子三朋。及思伦法为昭，以他女为昭曩。"
55. ↑  明史·卷三百十四·云南土司传二，8116页，麓川平缅条："时伦发已死，子行发袭，亦死，次子任发袭为麓川宣慰。"
56. ↑  明史·卷四十六·志第二十二·地理七，1194页："洪武十五年三月仍为威远州，属楚雄府。十七年升为府，后废。三十五年十二月复置州，直隶布政司。"
57. ↑  明太宗实录·十九卷，348页，永乐元年四月庚午条："初平缅土官思伦发卒其子散朋与其部落刀浑刀窜于百蛮威远劫掠居民佑往招安之"
58. ↑  明太宗实录·二三卷，428页，永乐元年九月辛丑条："麓川平缅故宣慰使思纶发之子散朋等来朝贡马命赐散朋钞绒绵之金文绮纱罗其(仆)[傔]从赐钞有差"
59. ↑  明太宗实录·七一卷，996页，永乐五年九月戊辰条："云南孟诰土官西里帐弟刀猛甫遣头目板鲁等来朝贡方物云南麓川平缅故宣慰使思伦发子散朋贡马各赐钞及文绮纱"
60. ↑  哈威（1973），180页
61. ↑  哈威（1973），193页
62. ↑  哈威（1973），241页
63. ↑  嘿勐咕勐，92-93页
64. ↑  刀思忠及其先祖史，105页
65. ↑  孟连宣抚史，33页
66. ↑  刀保尧（2005），111页